# SN 2009em
SN 2009em – supernowa typu Ic odkryta 5 maja 2009 roku w galaktyce NGC 157. W momencie odkrycia miała maksymalną jasność 16,60m.